# Nikolics Nemanja
Nikolics Nemanja (szerbül: Немања Николић / Nemanja Nikolić; Zenta, Jugoszlávia, 1987. december 31. –) szerb–magyar kettős állampolgárságú korábbi magyar válogatott labdarúgó.
Az első száz élvonalbeli találatához 167 NB I-es mérkőzésre volt szüksége. Ezek közül 30 gólt a Kaposvár játékosaként szerzett, a többit a Videoton csapatában. A MOL Fehérvárban 9 idény alatt 224 bajnoki mérkőzésen összesen 117 gólt szerzett.
A Legia Warszawával a 2015–16-os szezonban bajnoki címet szerzett, Lengyel kupát nyert és ő lett mindkét sorozat gólkirálya. Az ezt követő évben a Major League Soccer, azaz az észak-amerikai bajnokság gólkirályi címét is megszerezte 24 góllal.
Nikolics a pályafutása során eddig négyszer ért el mesterhármast. Egyszer a magyar élvonalban a Kaposvár játékosaként, a 2009–10-es szezonban a Diósgyőr ellen, kétszer a lengyel élvonalban a Legia Warszawa játékosaként, a 2015–16-os szezonban a Cracovia Kraków és a 2016–17-es szezonban a Górnik Łęczna ellen, melyen utoljára húzta magára a Legia mezét, valamint a 2017–18-as szezonban a Chicago Fire színeiben a Philadelphia Union ellen. Duplázni 33 alkalommal tudott.

## Pályafutása

### Klubcsapatokban

#### Zenta
Nikolics szülővárosában, Zentán kezdte pályafutását. Kilenc évet töltött itt, ezután Magyarországra igazolt.

#### Barcs
Első magyarországi állomáshelye a Barcsi SC volt. A másodosztályban tizenhárom mérkőzésen játszott, ezeken hétszer kezdőként lépett pályára. A szezon végén a neve mellett három gól állt.

#### Kaposvölgye
Második magyarországi állomáshelye a Kaposvölgye VSC volt. Nikolics egy fél szezont töltött itt. Tizennégy mérkőzésen játszott és tizenegy gólt rúgott. Ezután igazolt Kaposvárra.

#### Kaposvár
Nikolics 2008. február 7-e óta a Kaposvár játékosa. Első fél szezonjában, tizenkét mérkőzésen lépett pályára és négyszer volt eredményes. Első NB1-es bajnokiját 2008. március 1-jén játszotta, az FC Fehérvár ellen. Kezdőként lépett pályára, és a mérkőzés hajrájában cserélték le. Bemutatkozó mérkőzésén rögtön gólt szerzett. A szezon végén a csapatával a hatodik helyen végzett.
A 2008/2009-es szezonban huszonkét találkozón játszott, s tizenhat gólt lőtt. A bajnokság végén a góllövőlista második helyén végzett, csapata pedig a kilencedik helyen zárt. Ez volt az első teljes szezonja Kaposváron.
A 2009/2010-es szezon előtt szerepelt a neve a Ferencváros kívánságlistáján, de végül meghiúsult az átigazolás, így Kaposváron kezdte ezt a szezont is. 2009. november 7-én klasszikus mesterhármast szerzett a Diósgyőr ellen. Nikolics már az első félidőben kétgólos vezetéshez juttatta csapatát, a harmadik találatát a második félidőben lőtte. Az őszi idény során tizenöt mérkőzésen szerepelt és tizennyolc gólig jutott. Nem sokkal később gólkirály lett. A téli átigazolási szezonban a Kaposvár anyagi problémák miatt elfogadta a Videoton ajánlatát Nikolicsért.

#### Videoton
2010 februárjában igazolt a Videoton FC csapatához, 3 és fél évre írt alá. Február 27-én mutatkozott be új csapatában, a Kecskemét elleni mérkőzésen, a 65. percben állt be csereként.
2010 tavaszán 8 gólt szerzett csapatának, s a bajnoki ezüst mellé gólkirályi címet is kapott (18 góllal, 10 Kaposvárott). A következő szezonban nem ment ennyire jól a gólszerzés, ám sikerült megszerezni a Videoton FC történetének első bajnoki címét. A kupadöntőt ugyan elveszítették a Kecskeméti TE ellen, ám a Szuperkupa döntőben visszavágtak. Közben a magyar állampolgárságot is megkapta. A 2011-2012-es szezonban az új edző, Paulo Sousa legtöbbször csak csereként számolt vele, azonban így is több fontos gólt szerzett. A 2012-es Európa-liga selejtezőkön a Gent ellen három gólt szerzett, egyet Székesfehérváron, kettőt Gentben. Mint később kiderült, ezek a gólok nagyon fontosak voltak a továbbjutás szempontjából. Nikolics Nemanja hatalmas közönségkedvenc volt Székesfehérváron, hiszen ő volt a Videoton első számú gólfelelőse. A 2014/2015-ös szezon végén lejárt a szerződése a Videoton FC-nél, ahonnan a lengyel KP Legia Warszawához igazolt.

#### Legia Warszawa
2015. június 8-án jelentették be a szerződtetését, a bajnokságban július 19-én debütált a Śląsk Wrocław elleni bajnokin. Az egész szezonban gólerős játékot nyújtott, végül 28 góllal lett az Ekstraklasa (lengyel bajnokság), illetve a kupa gólkirálya. A Legiával a bajnoki címet, és a kupát is begyűjtötte. A következő szezon elején, bár több megkeresése is volt, többek között az angol élvonalbeli Hull City-től és kínai kluboktól, maradt a varsói csapatban és kivívta velük a Bajnokok Ligája csoportkörében való szereplést. A selejtezők során hat gólt szerzett. A csoportmérkőzések során mind a hat találkozón pályára lépett, a Legia a harmadik helyen végzett a Borussia Dortmund és a Real Madrid mögött, a portugál Sportingot megelőzve, ezzel 2017 tavaszára kivívta az Európa-liga egyenes kieséses szakaszában való részvétel jogát. Nikolics a Dortmund kapuját vette be november 11-én, a rekord mennyiségű gólt hozó,  8-4-es dortmundi sikert hozó találkozón a Signal Iduna Parkban. December végén úgy nyilatkozott, hogy minden valószínűség szerint távozik januárban a lengyel klubtól, leginkább amerikai és kínai csapatok érdeklődéséről lehetett hallani. December 18-án mesterhármassal búcsúzott a Legia Warszawától a Górnik Łęczna elleni mérkőzésen. 56 lengyel bajnokin 40-szer talált az ellenfelek hálójába, amivel az Ekstraklasa történetének harmadik legeredményesebb légiósa Miroslav Radović és Edi Andradina után. A Legia nélküle, de már Nagy Dominikkal a soraiban is megvédte bajnoki címét, ezzel pedig Nikolics is kétszeres lengyel bajnok lett, fél szezon alatt szerzett 13 góljával pedig harmadik helyen végzett a góllövőlistán.

#### Chicago Fire

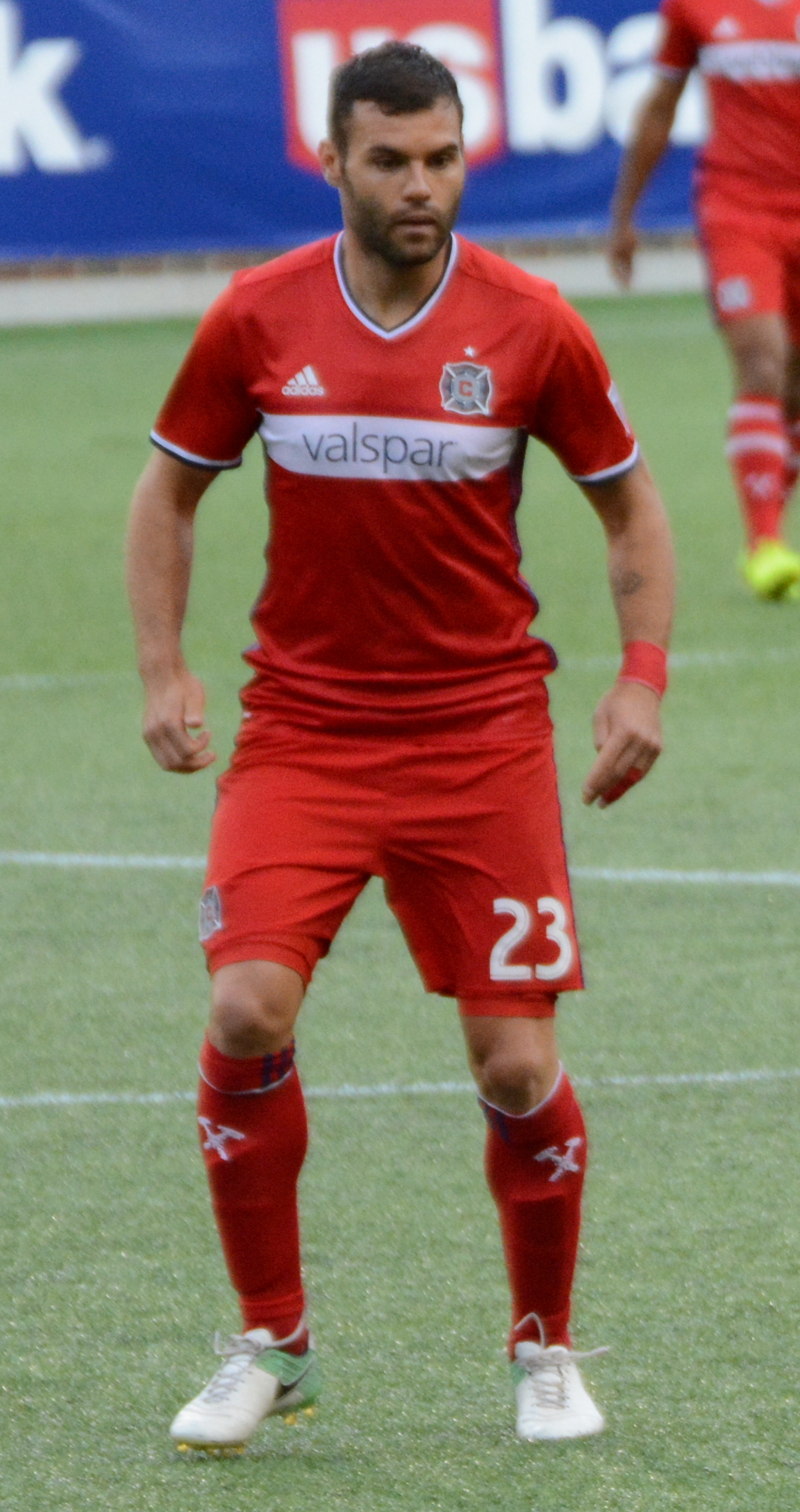
Nikolics 2017-ben a Chicago Fire játékosaként

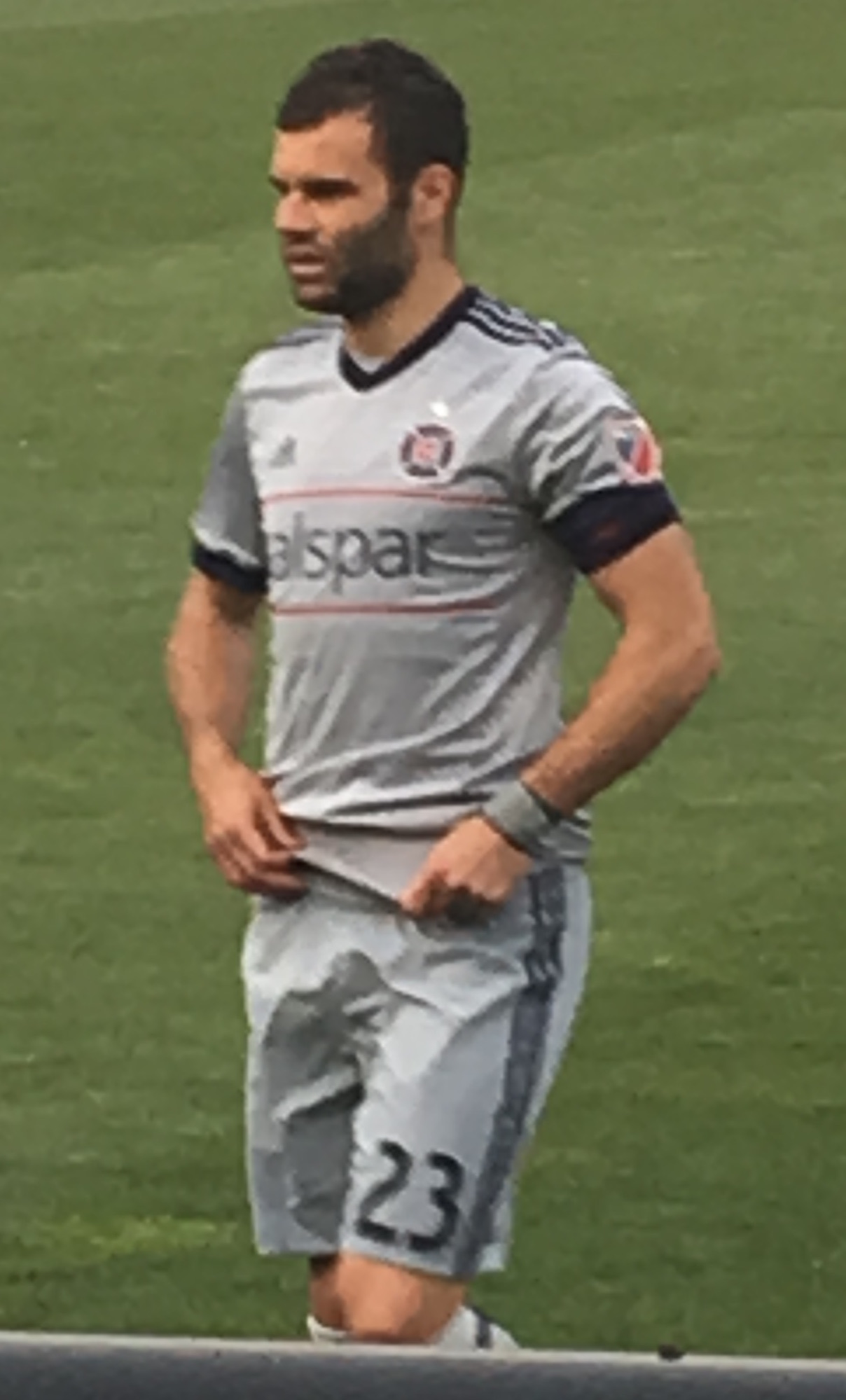
Nikolics 2018-ban a Chicago Fire színeiben

2016. december 20-án a lengyel csapat hivatalos honlapján jelentette be, hogy az MLS-ben szereplő Chicago Fire három millió euróért szerződtette, hároméves szerződést kötve a magyar támadóval. Edzője, Veljko Paunović elmondta, hogy régről ismerte Nikolics játékát, akit még Szerbiában eltöltött ifi évei alatt ismert meg, és aki véleménye szerint passzjátékával és gólérzékenységével csapata nagy hasznára lesz.
Régóta ismerem Nikolicsot, Szerbiában kezdte a karrierjét, ezután került Magyarországra. Sokan szerették volna, hogy a szerb nemzeti csapatban játsszon, ám mivel magyar gyökerei is vannak, végül nem mellettünk döntött. A lényeg, hogy egy olyan játékosról van szó, akit folyamatosan figyeltünk. Erős a gólok és a gólpasszok tekintetében is, de ő olyan ember, aki a csapatjáték mindkét elemében részt tud venni. Védekezésben segít társainak mihamarabb visszaszerezni a labdát, hogy így átvegyük az irányítást, és lehetőséget teremtsünk a gólszerzésre.
A felkészülési időszakban rendre a kezdőcsapatban kapott helyet, három gólja mellett négy gólpasszt is jegyzett. Az MLS 2017-es idényének első fordulójában kezdőként lépett pályára a Columbus Crew elleni idegenbeli bajnokin. A mérkőzés 1–1-es döntetlennel ért véget, Nikolicsot a 93. percben cserélte le edzője. A következő fordulóban, a Real Salt Lake ellen megszerezte első gólját a bajnokságban, csapata 2–0-s győzelmet aratott. Április 15-én, a New England Revolution ellen 3–0-ra megnyert bajnokin két gólt szerzett. Május 7-én, a Los Angeles Galaxy elleni bajnokin büntetőt harcolt ki és megszerezte kilencedik bajnokiján a hatodik gólját. A következő fordulóban a címvédő Seattle Sounders elleni bajnokin két gólt szerzett és gólpasszt adott, a Chicago Fire pedig 4–1-re győzött. A következő fordulóban ugyancsak duplázott a Colorado Rapids ellen, a szezon során immár harmadszor, tizenegyedik bajnokiján megszerezve tizedik gólját.
2017. június 5-én megválasztották a május hónap legjobb játékosának az MLS-ben. Augusztus 3-án pályára lépett a Real Madrid elleni All-Star mérkőzésen, ahol a második félidőben csereként jutott szóhoz. A találkozót büntetőkkel nyerte a spanyol csapat. Ezt követően egy hosszabb gólcsend következett, Nikolics kilenc fordulón át nem talált a kapuba, majd szeptember 9-én a New York Red Bulls ellen szerezte meg tizenhetedik bajnoki találatát az idényben. A következő fordulóban a D.C. United ellen ismét eredményes volt. Szeptember 28-án, a San Jose Earthquakes elleni 4–1-es győzelem alkalmával két gólt szerzett és ezzel klubcsúcsot döntött; húsz góljánál sohasem lőtt több gólt senki egy idényen belül a Chicago Fire-ban. Nikolics az alapszakasz végéhez közeledve ismét remek formába lendült, október 1-jén beköszönt a New York City FC-nek, majd két héttel később megszerezte első mesterhármasát a Philadelphia Union ellen, mellyel az alapszakasz utolsó fordulója előtt 24 gól állt a neve mellett. A következő fordulóban ugyan nem talált a kapuba, de így is ő lett a bajnokság gólkirálya. Az idény végén a Chicago szurkolói őt választották az év játékosának, valamint bekerült a szezon álomcsapatába is.
Az új idény második fordulójában a Sporting Kansas City ellen két góllal kezdte a szezont. Április 4-én, a Portland Timbers elleni 2–2-es bajnokit megelőzően vette át a gólkirályi címért járó Aranycipőt, majd a találkozón megszerezte harmadik szezonbéli gólját. A következő fordulóban a Chicago az ő góljával győzte le a Colombust és szerezte meg első győzelmét az alapszakaszban. Április végén, a New York Red Bulls ellen győztes gólt szerzett. Május 21-én gólt lőtt és gólpasszt adott a Houston Dynamo ellen 3–2-re elvesztett mérkőzésen. 2018 júliusában megkapta az ESPY-díjat, miközben sorozatban négy bajnokin is eredményes tudott lenni. A magyar támadó 15 gólt szerzett az idény során, de csapata lemaradt a rájátszásról.
A 2019-es szezonban április 6-án szerezte meg első idénybeli gólját. Május 9-én duplázott a a New England Revolution elleni bajnokin, a Chicago 5–0-ra győzött. Június 12-én látványos gólt szerzett az országos kupában (Lamar Hunt US Open-kupa) az alacsonyabb osztályú Saint Louis FC ellen, azonban csapata kiesett, miután 2-1-re kikapott. Három nappal később bejelentette, hogy a szezon végén lejáró szerződését nem hosszabbítja meg a klubbal. Augusztusban bekerült a liga álomcsapatába, miután egymást követő négy mérkőzésen összesen ötször volt eredményes. Október 7-én az alapszakasz utolsó fordulójában gólpasszt adott, a Chicago 5–2-re kikapott az Orlando City-től és ezúttal sem jutott be a rájátszásba. Nikolics minden tétmérkőzést figyelembe véve 104 tétmérkőzésen 56 gólt szerzett a Chicago Fire-ben.

#### MOL Fehérvár
2020. február 6-án újból aláírt volt csapatához, a MOL Fehérvárhoz.
2021. február 28-án a Zalaegerszeg ellen 2–0-ra megnyert idegenbeli mérkőzésen lőtte 100. bajnoki gólját a Fehérvár (a Videoton) színeiben.
2022. február 20-án az Újpest elleni bajnoki mérkőzésen 111. NB I-es találatát szerezte, és ezzel Szabó József klubrekordját állította be.

#### Pendikspor
A másodosztályú török csapat 2022 augusztusában jelentette be, hogy szerződtette a magyar válogatott támadót. A 6. helyén álló együttes december 28-án közölte, hogy a szerződést közös megegyezéssel felbontották.

#### AÉK Lárnakasz
2023. január 29-én a ciprusi AÉK Lárnakasz a 2022–2023-as idény végéig szóló szerződést kötött vele. Február 5-én megszerezte első bajnoki gólját a Karmiótisza ellen 3–1-re megnyert idegenbeli mérkőzésen. A szezon végén a ciprusi csapat nem hosszabbította meg a szerződését. Nikolics a Lárnakaszban 12 bajnokin egy gólt szerzett. A szezont követően 2023. június 11-én bejelentette visszavonulását.

### A válogatottban
2009 januárjában felmerültek azok a hírek, melyek szerint Erwin Koeman szívesen látná a magyar válogatottban. A szövetség részéről minden segítséget megadtak Nikolicsnak a honosításban, végül 2011 januárjában lett magyar állampolgár. 2012 áprilisában bemutatkozott a magyar ligaválogatottban, ahol az U21-es válogatott ellen kezdőként egy félidőt játszott.
2013. október 11-én Hollandia ellen bemutatkozhatott a magyar válogatottban. Részt vett a 2016-os labdarúgó-Európa-bajnokságon, ahol két mérkőzésen lépett pályára.
Hosszú kihagyás után Szélesi Zoltán megbízott szövetségi kapitánytól újra meghívót kapott a válogatottba. Két barátságos mérkőzésen Luxemburg és Costa Rica válogatottja ellen is eredményes volt. A Costa Rica ellen szerzett találata győzelmet hozott a csapatnak.
2018. május 3-án lemondta a válogatottságot és bejelentette, hogy nem lép többet pályára a magyar válogatottban.
Ez a helyzet azonban megváltozott: 2020. április 27-én megegyezett a válogatott szövetségi kapitányával Marco Rossival a visszatéréséről. Ebben az évben 8 mérkőzésen 2 gólt szerzett.
2021-ben részt vett az Európa-bajnokságon, a magyar csapat két csoportmérkőzésén csereként összesen 66 percet játszott.

## Sikerei, díjai
Videoton FC
- Magyar bajnoki aranyérmes: 2010–11, 2014–15
- Magyar bajnoki ezüstérmes: 2009–10, 2019–20
- Magyar bajnoki bronzérmes: 2020–21
- Magyar kupa-döntős: 2011, 2015, 2021
- Magyar szuperkupa-győztes: 2011
- Magyar ligakupa-győztes: 2011

 Legia Warszawa
- Lengyel bajnoki aranyérmes: 2015–16, 2016–17
- Lengyel kupa-győztes: 2016

### Válogatottal
Magyarország
- Európa-bajnokság
  - nyolcaddöntős : 2016

### Egyéni
- Magyar bajnokság gólkirálya: 2010, 2014, 2015
- Lengyel bajnokság gólkirálya (28 gól): 2015–16
- Amerikai bajnokság gólkirálya (24 gól): 2017
- Az év magyar labdarúgója (2017)[64]
- Magyar Aranylabda: 2017[65]
- Székesfehérvár Tiszteletbeli Polgára (2023)[66]

## Statisztika

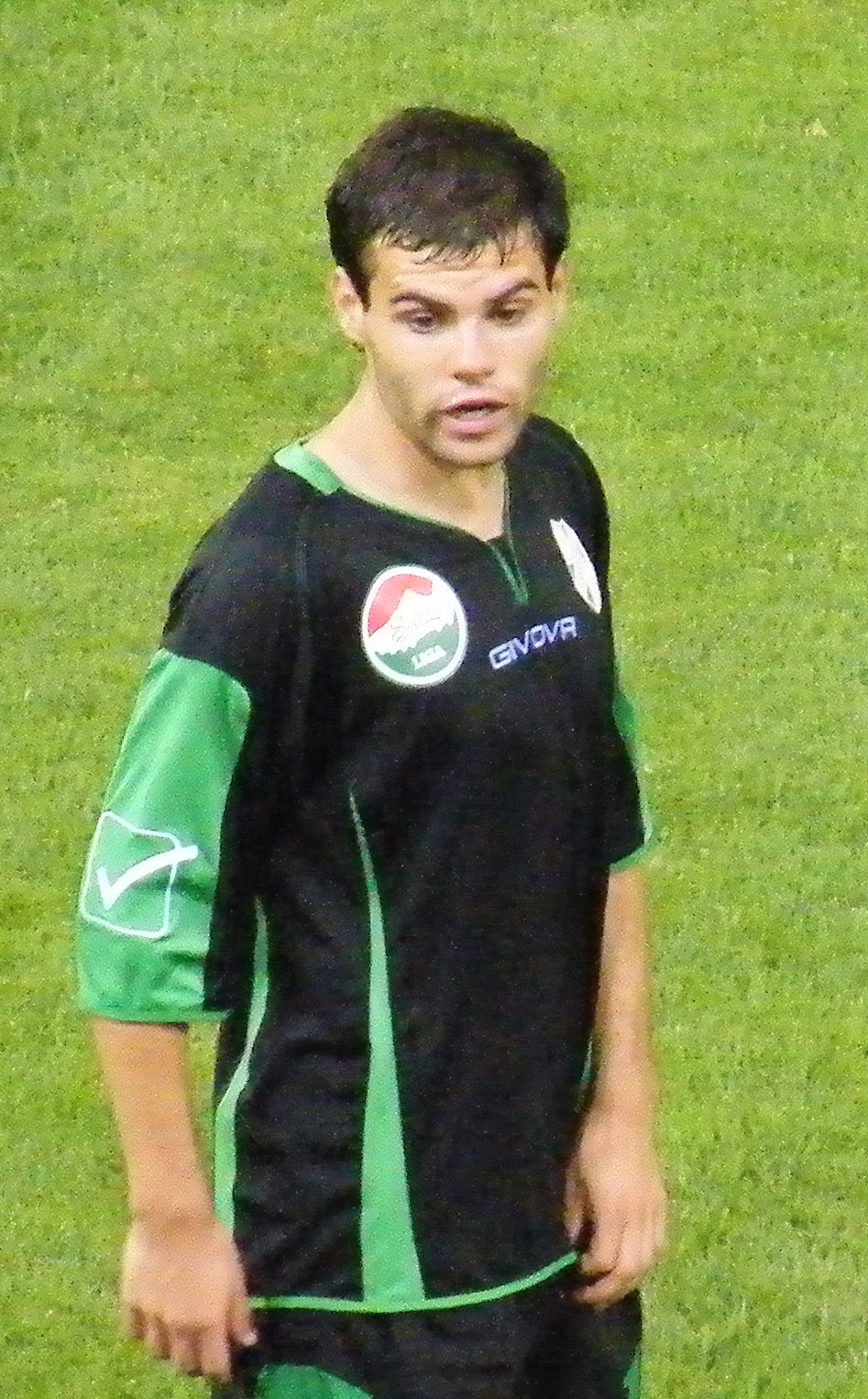
2009-ben, egy bajnokin

### Klubcsapatokban
Frissítve: 2023. március 16.
| Klub               | Szezon            | Bajnokság | Bajnokság | Kupa  | Kupa | Ligakupa | Ligakupa | Európa | Európa | Összesen | Összesen |
| Klub               | Szezon            | Meccs     | Gól       | Meccs | Gól  | Meccs    | Gól      | Meccs  | Gól    | Meccs    | Gól      |
| ------------------ | ----------------- | --------- | --------- | ----- | ---- | -------- | -------- | ------ | ------ | -------- | -------- |
| Barcs (NBII)       | 2006–07           | 19        | 3         | 0     | 0    | 0        | 0        | 0      | 0      | 19       | 3        |
| Barcs (NBII)       | összesen          | 19        | 3         | 0     | 0    | 0        | 0        | 0      | 0      | 19       | 3        |
| Kaposvölgye (NBII) | 2007–08           | 14        | 11        | 0     | 0    | 0        | 0        | 0      | 0      | 14       | 11       |
| Kaposvölgye (NBII) | összesen          | 14        | 11        | 0     | 0    | 0        | 0        | 0      | 0      | 14       | 11       |
| Kaposvár (NBI)     | 2007–08           | 12        | 4         | 5     | 2    | 4        | 2        | 0      | 0      | 21       | 8        |
| Kaposvár (NBI)     | 2008–09           | 22        | 16        | 3     | 1    | 5        | 7        | 0      | 0      | 30       | 24       |
| Kaposvár (NBI)     | 2009–10           | 15        | 10        | 3     | 1    | 0        | 0        | 0      | 0      | 18       | 11       |
| Kaposvár (NBI)     | összesen          | 49        | 30        | 11    | 4    | 9        | 9        | 0      | 0      | 69       | 43       |
| Videoton (NBI)     | 2009–10           | 15        | 8         | 1     | 1    | 3        | 1        | 0      | 0      | 19       | 10       |
| Videoton (NBI)     | 2010–11           | 24        | 8         | 7     | 5    | 2        | 0        | 2      | 0      | 35       | 13       |
| Videoton (NBI)     | 2011–12           | 30        | 19        | 6     | 4    | 10       | 7        | 1      | 0      | 47       | 30       |
| Videoton (NBI)     | 2012–13           | 27        | 13        | 5     | 5    | 7        | 5        | 12     | 4      | 51       | 27       |
| Videoton (NBI)     | 2013–14           | 28        | 18        | 1     | 0    | 3        | 1        | 2      | 0      | 34       | 19       |
| Videoton (NBI)     | 2014–15           | 25        | 21        | 4     | 3    | 0        | 0        | 0      | 0      | 29       | 24       |
| Videoton (NBI)     | Összesen          | 149       | 87        | 24    | 18   | 25       | 14       | 17     | 4      | 215      | 123      |
| Legia Warsaw       | 2015–16           | 37        | 28        | 7     | 6    | 1        | 0        | 10     | 2      | 55       | 36       |
| Legia Warsaw       | 2016–17           | 19        | 12        | 1     | 1    | 0        | 0        | 11     | 6      | 31       | 19       |
| Legia Warsaw       | Összesen          | 56        | 40        | 8     | 7    | 1        | 0        | 21     | 8      | 86       | 55       |
| Chicago Fire       | 2017              | 35        | 24        | 2     | 0    | 1        | 0        | 0      | 0      | 38       | 24       |
| Chicago Fire       | 2018              | 31        | 15        | 4     | 4    | 0        | 0        | 0      | 0      | 35       | 19       |
| Chicago Fire       | 2019              | 31        | 12        | 1     | 1    | 0        | 0        | 0      | 0      | 32       | 13       |
| Chicago Fire       | Total             | 97        | 51        | 7     | 5    | 1        | 0        | 0      | 0      | 105      | 56       |
| Videoton (NBI)     | 2019–20           | 14        | 5         | 5     | 1    | –        | –        | 0      | 0      | 19       | 6        |
| Videoton (NBI)     | 2020–21           | 31        | 15        | 5     | 5    | –        | –        | 3      | 2      | 39       | 22       |
| Videoton (NBI)     | 2021–22           | 30        | 10        | 3     | 4    | –        | –        | 2      | 0      | 35       | 14       |
| Videoton (NBI)     | Összesen          | 75        | 30        | 13    | 10   | –        | –        | 5      | 2      | 93       | 42       |
| Pendikspor         | 2022–23           | 8         | 0         | 1     | 0    | –        | –        | 0      | 0      | 9        | 0        |
| Pendikspor         | Összesen          | 8         | 0         | 1     | 0    | –        | –        | 0      | 0      | 9        | 0        |
| AÉK Lárnakasz      | 2022–23           | 6         | 1         | 0     | 0    | –        | –        | 4      | 0      | 10       | 1        |
| AÉK Lárnakasz      | Összesen          | 6         | 1         | 0     | 0    | –        | –        | 4      | 0      | 10       | 1        |
| Pályafutás összes  | Pályafutás összes | 473       | 253       | 63    | 44   | 36       | 23       | 47     | 14     | 619      | 334      |

forrás:

### A válogatottban
| Magyarország | Magyarország | Magyarország |
| Év           | Mérk.        | Gólok        |
| ------------ | ------------ | ------------ |
| 2013         | 2            | 1            |
| 2014         | 8            | 1            |
| 2015         | 6            | 1            |
| 2016         | 7            | 0            |
| 2017         | 2            | 2            |
| 2018         | 2            | 0            |
| 2019         | –            | –            |
| 2020         | 8            | 2            |
| 2021         | 8            | 1            |
| Összesen     | 43           | 8            |

### Mérkőzései a válogatottban
| Magyarország | Magyarország        | Magyarország                           | Magyarország | Magyarország | Magyarország     | Magyarország    | Magyarország | Magyarország |
| #            | Dátum               | Helyszín                               | Hazai        | Eredmény     | Vendég           | Kiírás          | Gólok        | Esemény      |
| ------------ | ------------------- | -------------------------------------- | ------------ | ------------ | ---------------- | --------------- | ------------ | ------------ |
| 1.           | 2013. október 11.   | Amszterdam, Amsterdam ArenA            | Hollandia    | 8 – 1        | Magyarország     | vb-selejtező    | -            | 79'          |
| 2.           | 2013. október 15.   | Budapest, Puskás Ferenc Stadion        | Magyarország | 2 – 0        | Andorra          | vb-selejtező    | 1            | 51'          |
| 3.           | 2014. március 5.    | Győr, ETO Park                         | Magyarország | 1 – 2        | Finnország       | barátságos      | -            | 82'          |
| 4.           | 2014. május 22.     | Debrecen, Nagyerdei stadion            | Magyarország | 2 – 2        | Dánia            | barátságos      | -            | 67'          |
| 5.           | 2014. június 7.     | Budapest, Puskás Ferenc Stadion        | Magyarország | 3 – 0        | Kazahsztán       | barátságos      | -            | 87'          |
| 6.           | 2014. szeptember 7. | Budapest, Groupama Aréna               | Magyarország | 1 – 2        | Észak-Írország   | Eb-selejtező    | -            | 46'          |
| 7.           | 2014. október 11.   | Bukarest, Nemzeti Stadion              | Románia      | 1 – 1        | Magyarország     | Eb-selejtező    | -            | 46'          |
| 8.           | 2014. október 14.   | Tórshavn, Tórsvøllur Stadion           | Feröer       | 0 – 1        | Magyarország     | Eb-selejtező    | -            | 46'          |
| 9.           | 2014. november 14.  | Budapest, Groupama Aréna               | Magyarország | 1 – 0        | Finnország       | Eb-selejtező    | -            | 63'          |
| 10.          | 2014. november 18.  | Budapest, Groupama Aréna               | Magyarország | 1 – 2        | Oroszország      | barátságos      | 1            | 46' 86'      |
| 11.          | 2015. március 29.   | Budapest, Groupama Aréna               | Magyarország | 0 – 0        | Görögország      | Eb-selejtező    | -            | 68'          |
| 12.          | 2015. június 5.     | Debrecen, Nagyerdei stadion            | Magyarország | 4 – 0        | Litvánia         | barátságos      | 1            | 29' 46'      |
| 13.          | 2015. június 13.    | Helsinki, Olimpiai Stadion             | Finnország   | 0 – 1        | Magyarország     | Eb-selejtező    | -            | 77'          |
| 14.          | 2015. szeptember 4. | Budapest, Groupama Aréna               | Magyarország | 0 – 0        | Románia          | Eb-selejtező    | -            | 70'          |
| 15.          | 2015. október 8.    | Budapest, Groupama Aréna               | Magyarország | 2 – 1        | Feröer           | Eb-selejtező    | -            | 75'          |
| 16.          | 2015. október 11.   | Pireusz, Karaiszkákisz Stadion         | Görögország  | 4 – 3        | Magyarország     | Eb-selejtező    | -            | 62'          |
| 17.          | 2016. március 26.   | Budapest, Groupama Aréna               | Magyarország | 1 – 1        | Horvátország     | barátságos      | -            | 46'          |
| 18.          | 2016. május 20.     | Budapest, Groupama Aréna               | Magyarország | 0 – 0        | Elefántcsontpart | barátságos      | -            | 64'          |
| 19.          | 2016. június 18.    | Marseille, Stade Vélodrome (FRA)       | Izland       | 1 – 1        | Magyarország     | Eb-csoportkör   | -            | 67'          |
| 20.          | 2016. június 26.    | Toulouse, Stadium de Toulouse (FRA)    | Magyarország | 0 – 4        | Belgium          | Eb-nyolcaddöntő | -            | 75'          |
| 21.          | 2016. szeptember 6. | Tórshavn, Tórsvøllur Stadion           | Feröer       | 0 – 0        | Magyarország     | vb-selejtező    | -            | 70'          |
| 22.          | 2016. október 7.    | Budapest, Groupama Aréna               | Magyarország | 2 – 3        | Svájc            | vb-selejtező    | -            | 86'          |
| 23.          | 2016. október 10.   | Riga, Skonto stadion                   | Lettország   | 0 – 2        | Magyarország     | vb-selejtező    | -            | 46'          |
| 24.          | 2017. november 9.   | Luxembourg, Stade Josy Barthel         | Luxemburg    | 2 – 1        | Magyarország     | barátságos      | 1            | 18' 74'      |
| 25.          | 2017. november 14.  | Budapest, Groupama Aréna               | Magyarország | 1 – 0        | Costa Rica       | barátságos      | 1            | 37' 81'      |
| 26.          | 2018. március 23.   | Budapest, Groupama Aréna               | Magyarország | 2 – 3        | Kazahsztán       | barátságos      | -            | 76'          |
| 27.          | 2018. március 27.   | Budapest, Groupama Aréna               | Magyarország | 0 – 1        | Skócia           | barátságos      | -            | 83'          |
| 28.          | 2020. szeptember 3. | Sivas, Sivas Arena                     | Törökország  | 0 – 1        | Magyarország     | Nemzetek Ligája | -            | 71'          |
| 29.          | 2020. szeptember 6. | Budapest, Puskás Aréna                 | Magyarország | 2 – 3        | Oroszország      | Nemzetek Ligája | 1            | 67' 70'      |
| 30.          | 2020. október 8.    | Szófia, Vaszil Levszki Nemzeti Stadion | Bulgária     | 1 – 3        | Magyarország     | Eb-selejtező    | 1            | 59' 75'      |
| 31.          | 2020. október 11.   | Belgrád, Rajko Mitić Stadion           | Szerbia      | 0 – 1        | Magyarország     | Nemzetek Ligája | -            | 76'          |
| 32.          | 2020. október 14.   | Moszkva, VTB Aréna                     | Oroszország  | 0 – 0        | Magyarország     | Nemzetek Ligája | -            | 61'          |
| 33.          | 2020. november 12.  | Budapest, Puskás Aréna                 | Magyarország | 2 – 1        | Izland           | Eb-selejtező    | -            | 72'          |
| 34.          | 2020. november 15.  | Budapest, Puskás Aréna                 | Magyarország | 1 – 1        | Szerbia          | Nemzetek Ligája | -            | 57'          |
| 35.          | 2020. november 18.  | Budapest, Puskás Aréna                 | Magyarország | 2 – 0        | Törökország      | Nemzetek Ligája | -            | 64'          |
| 36.          | 2021. március 28.   | Serravalle, Stadio Olimpico            | San Marino   | 0 – 3        | Magyarország     | vb-selejtező    | 1            | 46' 88'      |
| 37.          | 2021. március 31.   | Andorra la Vella, Estadi Nacional      | Andorra      | 1 – 4        | Magyarország     | vb-selejtező    | -            | 61'          |
| 38.          | 2021. június 4.     | Budapest, Szusza Ferenc Stadion        | Magyarország | 1 – 0        | Ciprus           | barátságos      | -            | 60'          |
| 39.          | 2021. június 19.    | Budapest, Puskás Aréna                 | Magyarország | 1 – 1        | Franciaország    | Eb-csoportkör   | -            | 26'          |
| 40.          | 2021. június 23.    | München, Allianz Arena                 | Németország  | 2 – 2        | Magyarország     | Eb-csoportkör   | -            | 88'          |
| 41.          | 2021. szeptember 5. | Elbasan, Elbasan Aréna                 | Albánia      | 1 – 0        | Magyarország     | vb-selejtező    | -            | 90+3'        |
| 42.          | 2021. szeptember 8. | Budapest, Puskás Aréna                 | Magyarország | 2 – 1        | Andorra          | vb-selejtező    | -            | 74'          |
| 43.          | 2021. október 12.   | London, Wembley Stadion                | Anglia       | 1 – 1        | Magyarország     | vb-selejtező    | -            | 90+2'        |
|              | Összesen            |                                        |              | 43           | mérkőzés         |                 | 8            | gól          |

## Magánélete
2011. november 10-én született meg Székesfehérváron az első gyermeke, Tijana. 2014. április 2-án megszületett kisfia, Marko. Harmadik gyermeke, Nia 2019. március 1-jén Chicagoban született.